# Пліщин (Україна)
Пліщи́н — село в Україні, у Шепетівській міській громаді Шепетівського району Хмельницької області. Населення становить 989 осіб (31.10.2023).

## Історія
У 1906 році село Шепетівської волості Ізяславського повіту Волинської губернії. Відстань від повітового міста 12 верст, від волості 8. Дворів 222, мешканців 1160.
Село Пліщин, розташоване в Хмельницькій області України, має багату історію, що починається з давніх часів. Перші згадки про нього сягають XVII століття, коли воно входило до складу Волинського воєводства Речі Посполитої. Відомо, що назва села походить від слов'янського слова "пліща", що означає місце з земляними дорогами або стежками.
Протягом своєї історії Пліщин був свідком різних історичних подій. У XIX столітті село пережило період розвитку промисловості та збільшення чисельності населення, що пов'язане з підвищенням інтересу до сільськогосподарських технологій та ремесел.
У XX столітті село заселили українськими селянами, які працювали на землі і розвивали місцеве господарство. Важливою частиною історії села є його участь у подіях Першої та Другої світових воєн, коли місцеві жителі брали участь у бойових діях або мали справу з наслідками війни.
Сьогодні Пліщин залишається тихим сільським поселенням, де збереглися старовинні традиції і звичаї. Місцеві жителі й надалі працюють у сільському господарстві та розвивають свою спільноту, дбаючи про культурні та історичні цінності свого села.

## Уродженці села
- Садовський Валентин Васильович (1886—1947) — економіст, професор, член Української Центральної Ради, генеральний секретар судівництва в уряді В. Винниченка, міністр праці УНР у 1920 р.
- Ткачук Вікторія Вікторівна (нар. 1994) — українська спортсменка, легкоатлетка.